# Маазен
Маазен (нім. Maasen) — громада в Німеччині, розташована в землі Нижня Саксонія. Входить до складу району Діпгольц. Складова частина об'єднання громад Зіденбург.
Площа — 18,69 км2. Населення становить 430 ос. (станом на 31 грудня 2021).

## Галерея

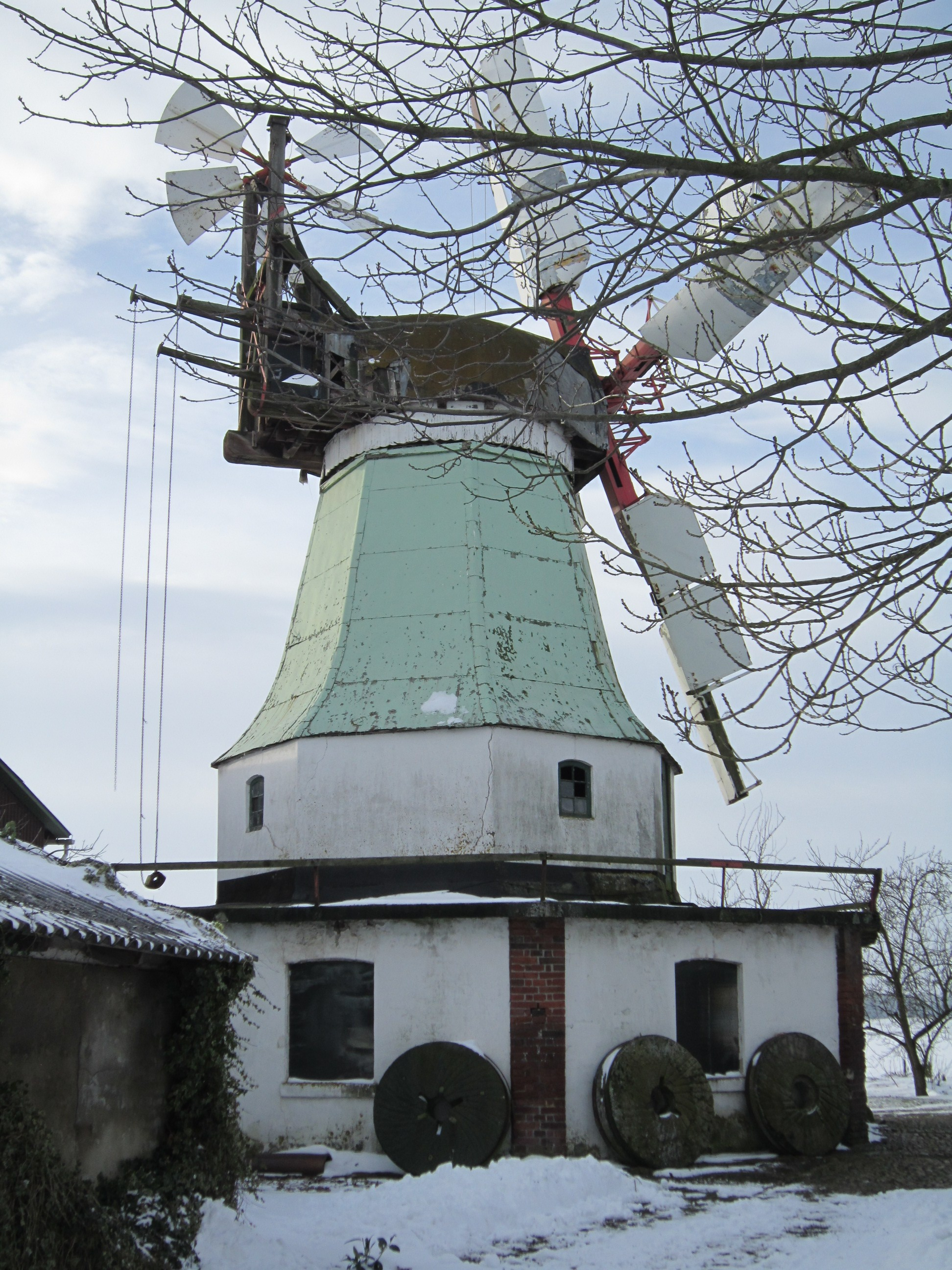